# Sebastian Pelzer
Sebastian Pelzer (* 24. September 1980 in Trier) ist ein ehemaliger deutscher Fußballspieler und heutiger -scout. Zumeist als Links- oder Innenverteidiger eingesetzt absolvierte der einstige Jugendnationalspieler des DFB für Eintracht Trier, den 1. FC Saarbrücken, Rot Weiss Ahlen und den Hansa Rostock insgesamt 130 Partien in der 2. Bundesliga.
Aktuell steht beim FC Lugano als Sportchef unter Vertrag.

## Laufbahn als Spieler

### Anfänge in Rheinland-Pfalz
Seine Karriere begann der in Bekond aufgewachsene Abwehrspieler in den Jugendmannschaften der rheinland-pfälzischen Vereine SV Bekond, SV Föhren und FSV Salmrohr. Für Salmrohr wurde er zum Jugendnationalspieler. Nachfolgend wechselte Pelzer jedoch zum 1. FC Kaiserslautern, für dessen Amateurmannschaft er schließlich im Herrenbereich aktiv wurde. Dabei wurde er in der Spielzeit 1999/2000 der drittklassigen Regionalliga West/Südwest allerdings nicht eingesetzt, so dass er keinen Anteil am schließlich erfolgten Abstieg der Mannschaft in die viertklassige Oberliga Südwest hatte. Nach dem geglückten direkten Wiederaufstieg 2000/01 spielte Pelzer in der Saison 2001/02 allerdings noch 28 Mal für Kaiserslautern in der Regionalliga (Staffel Süd), wobei er insgesamt zwei Tore erzielte.

### Pelzer in England
Obwohl Kaiserslautern Interesse an einer weiteren Zusammenarbeit zeigte, wechselte Pelzer im Sommer 2002 nach England, wo er sich den Blackburn Rovers anschloss. In Blackburn unterschrieb Pelzer einen Zwei-Jahres-Vertrag, während über die Ablösezahlung Blackburns an Kaiserslautern zunächst Stillschweigen vereinbart wurde. In Medienberichten wurde daraufhin aber eine Ablösezahlung in Höhe von £ 370.000 kolportiert. Für das Profiteam der Rovers kam Pelzer in den folgenden 18 Monaten seiner Zugehörigkeit zum Verein, auch bedingt durch mehrere Verletzungen, zu lediglich einem Einsatz im League Cup am 6. November 2002 gegen den FC Walsall, während er im Ligabetrieb ausschließlich für die Reservemannschaft in der Premier Reserve League spielte. Zum Jahresbeginn 2004 löste Pelzer daher seinen Vertrag bei den Rovers auf und kehrte nach Deutschland zurück, wo er beim SV Eintracht Trier einen Vertrag bis Sommer 2006 unterzeichnete.

### Rückkehr nach Deutschland
Für den Trierer Zweitligisten absolvierte Pelzer daraufhin 15 Einsätze in der Rückrunde der Saison 2003/04, in der sich die abstiegsbedrohte Mannschaft vom 16. auf den 11. Platz vorarbeiten konnte und so den Klassenerhalt erreichte. 2004/05 stieg Trier dann allerdings als 15. der Abschlusstabelle in die Regionalliga ab. Dabei hatte Pelzer während der Saison weitere 30 Zweitliga-Einsätze bestritten und in diesen auch sein erstes Tor für Trier erzielen können, doch hatte er seinen Stammplatz in der Abwehrkette der Eintracht zwischenzeitlich an Jésus Sinisterra verloren. Um auch künftig in der zweiten Spielklasse auflaufen zu können, wechselte Pelzer daraufhin im Sommer 2005 zum vormaligen Ligarivalen 1. FC Saarbrücken, mit dem er sich zunächst auf einen einjährigen Kontrakt einigte. Nach 26 Einsätzen für Saarbrücken in der Spielzeit 2005/06 stieg Pelzer aber auch mit den Saarländern aus der 2. Bundesliga in die Regionalliga ab.

### Pelzer bei Dynamo Dresden
Pelzer fand zunächst keinen neuen Verein, bis er im Oktober 2006 vom Regionalligisten Dynamo Dresden unter Vertrag genommen wurde und für diesen in der Spielzeit 2006/07 noch 22 Einsätze bestritt, in denen er zum Publikumsliebling avancierte. Zusätzlich gewann er in dieser Spielzeit mit Dresden den Sachsenpokal. Dabei hatte Pelzer die Dresdner Mannschaft zuletzt auch als Kapitän angeführt, strebte zur Saison 2007/08 aber einen Wechsel in die zweite englische Liga an und lehnte daher Dynamos Angebot zur Vertragsverlängerung ab. Daraufhin absolvierte er zunächst Probetrainings bei Hull City und Plymouth Argyle, entschied sich im August 2007 aber doch noch für Dresden, wo er einen neuen Kontrakt für zunächst zwei Spielzeiten unterschrieb. In der Folge wurde Pelzer vorgeworfen, Dresden nur als Notlösung betrachtet zu haben, so dass er sowohl innerhalb der Mannschaft als auch bei den Fans umstritten war. Dennoch führte Pelzer die Mannschaft in der Regionalliga-Spielzeit 2007/08 als Kapitän in die zum Sommer 2008 neugeschaffene 3. Liga, woran er selbst mit 28 Einsätzen Anteil hatte. In der dritten Liga absolvierte Pelzer schließlich noch zehn Partien während der Hinrunde der Spielzeit 2008/09, war infolge einer Knöchelverletzung jedoch in eine Formkrise geraten, was ihm teils massive Anfeindungen durch die Dresdner Fans einbrachte. Zudem geriet er auch innerhalb der Mannschaft insbesondere mit seinem Mannschaftskollegen Maik Wagefeld in Konflikt. Am 10. Dezember 2009 gab Pelzer daraufhin das Kapitänsamt an Wagefeld weiter und bat wenige Wochen später um die Freigabe, Dynamo verlassen zu können.

### Über Ahlen nach Rostock
Im Januar 2010 löste Pelzer seinen Vertrag bei Dynamo Dresden schließlich auf und wechselte zu Rot Weiss Ahlen in die 2. Bundesliga. Er unterschrieb dort einen bis zum 30. Juni 2010 datierten Vertrag, und absolvierte noch zehn Partien für Ahlen in der Rückrunde der Spielzeit 2008/09. Nach weiteren 25 Einsätzen in der Saison 2009/10 stieg Pelzer mit Ahlen jedoch aus der 2. Bundesliga ab – es war sein insgesamt dritter Abstieg aus Deutschlands zweithöchster Spielklasse. Für den Neuaufbau der Mannschaft in der 3. Liga spielte Pelzer, der zwischenzeitlich auch in der Reservemannschaft Ahlens aufgelaufen war, in den Planungen der Vereinsführung allerdings keine Rolle mehr, sodass sein auslaufender Vertrag nicht verlängert wurde.
Mit dem F.C. Hansa Rostock, der gemeinsam mit Ahlen in die 3. Liga abgestiegen war, fand Pelzer daraufhin einen neuen Arbeitgeber, der ihn als designierten Führungsspieler verpflichtete. Gemeinsam mit Pelzer kamen zudem Mohammed Lartey und Michael Wiemann aus Ahlen nach Rostock. In der Folge wurde Pelzer von Trainer Peter Vollmann zum Kapitän der Mannschaft ernannt und absolvierte im Verlauf der Saison 2010/11 37 Ligaspiele, mit denen er zum direkten Wiederaufstieg der Hansa als Tabellenzweitem beitrug. Durch den Wiederaufstieg verlängerte sich Pelzers ursprünglich bis 2012 datierter Vertrag automatisch um ein weiteres Jahr bis 2013. Zudem gewann Pelzer mit Hansa in dieser Spielzeit den Landespokal Mecklenburg-Vorpommern.
In der Hinrunde der Zweitliga-Spielzeit 2011/12, erneut wurde er zum Spielführer ernannt, gehörte Pelzer mit 14 Startelf-Einsätzen weiterhin zu Hansas Stammkräften in der Defensive. Nachdem der abstiegsbedrohte F.C. Hansa am Ende der Hinrunde Trainer Vollmann durch Wolfgang Wolf ersetzt hatte, setzte dieser insbesondere ab Mitte Mai aber vermehrt auch Michael Blum oder Timo Perthel als Linksverteidiger ein, sodass Pelzer in der Rückrunde zu lediglich zehn Einsätzen kam. Letztlich gelang es der Mannschaft aber nicht, den Wiederabstieg in die 3. Liga zu verhindern, wodurch auch Pelzers Vertrag mit Hansa seine Gültigkeit verlor.
Pelzer unterschrieb daraufhin einen neuen Einjahresvertrag und etablierte sich in der folgenden Saison 2012/13, wieder als Kapitän der Mannschaft, als Stammspieler in der Rostocker Außenverteidigung. Mit fortschreitender Saison musste Pelzer unter dem nun als Nachfolger Wolfs eingesetzten Trainer Marc Fascher immer öfter in der Innenverteidigung aushelfen, konnte dabei jedoch nicht verhindern, dass Hansa in Abstiegsgefahr geriet. In seinem 26. Saison-Einsatz zog sich Pelzer schließlich einen mehrfachen Zehenbruch zu, in dessen Folge er für die restliche Spielzeit pausieren musste. Noch bevor die Rostocker Mannschaft den Klassenerhalt letztlich erreichte, verlängerte Pelzer daraufhin seinen auslaufenden Vertrag mit Hansa um zwei weitere Jahre bis 2015. Nach dem Vertragsende beendete Pelzer beim FC Hansa Rostock seine Karriere.

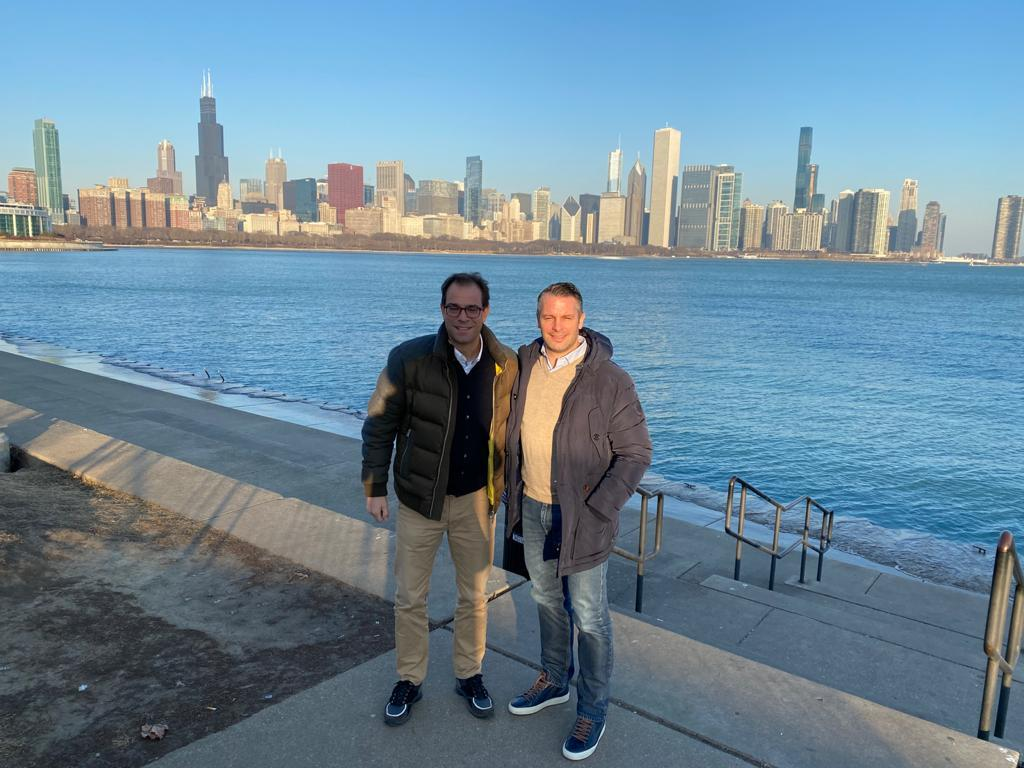
Sebastian Pelzer (rechts) 2019 mit Georg Heitz, Sportdirektor von Chicago Fire, in Chicago

## Nach der aktiven Karriere
Im Dezember 2019 verpflichtete der Chicago Fire Football Club Pelzer als technischen Direktor. In dieser Funktion soll er Spieler im In- und Ausland beobachten sowie Kontakte zu Clubs weltweit aufbauen.
Per 1. Januar 2025 übernahm Pelzer das Amt des Sportchefs beim FC Lugano.

## Bemerkenswertes
Pelzer war Vertreter im Spielerrat der Spielergewerkschaft Vereinigung der Vertragsfußballspieler (VdV).